# Урсула фон Пфалц-Велденц-Лютцелщайн
Урсула фон Пфалц-Велденц-Лютцелщайн (на немски: Ursula von Pfalz-Veldenz-Lützelstein; * 24 февруари 1572, Лаутерекен, Пфалц; † 5 март 1635, Нюртинген, Баден-Вюртемберг) от фамилията Вителсбахи, е пфалцграфиня от Пфалц-Велденц и чрез женитба херцогиня на Вюртемберг.

## Живот
Тя е дъщеря, четвъртото дете, на пфалцграф Георг Йохан I фон Пфалц-Велденц (1543 – 1592) и съпругата му принцеса Анна Мария Шведска (1545 – 1610), дъщеря на шведския крал Густав I Васа (1496 – 1560).
Урсула се омъжва на 10 май 1585 г. на 13 години в Щутгарт за херцог Лудвиг фон Вюртемберг (* 1 януари 1554; † 28 август 1593), син на херцог Кристоф фон Вюртемберг (1515 – 1568) и съпругата му Анна Мария фон Бранденбург-Ансбах (1526 – 1589). Тя е втората му съпруга. Бракът е бездетен.
Съпругът ѝ Лудвиг фон Вюртемберг умира на 28 август 1593 г. на 39 години. Тогава тя е на 21 години, тъгува за него цял живот и не се омъжва втори път. Херцогиня Урсула се оттегля във вдовишката резиденция в Нюртинген. Урсула живее 42 години в двореца в Нюртинген. Там тя помага на болните и бедните и за множеството ранени във войната.
След битката при Ньордлинген 1634 г. през Тридесетгодишната война имперските войници нахлуват в Нюртинген и Урсула бяга в Еслинген. Малко по-късно тя умира на 63 години от последствията от войната в ограбения ѝ дворец в Нюртинген. На 5 януари 1636 г. тя е погребана в манастирската църква „Св. Георг“ в Тюбинген.